# NGC 4889
NGC 4889 es una galaxia elíptica gigante situada a una distancia estimada de alrededor de 320 millones de años luz y que puede verse con telescopios de aficionado. Es el miembro más brillante del Cúmulo de Coma, intrínsecamente mucho más brillante que las dos galaxias más brillantes del Cúmulo de Virgo (M49 y M87).
NGC 4889 constituye un excelente ejemplo del tipo de galaxias elípticas que suelen ocupar las regiones centrales de los cúmulos de galaxias ricos, con un centro brillante y una enorme envoltura difusa a su alrededor de un diámetro estimado en entre 250000 años luz y 330000 años luz, en la que además de un rico sistema de cúmulos globulares, con una población de ellos que ha sido estimada en alrededor de 12000, hay incluso galaxias menores embebidas.
En diciembre de 2011 se ha anunciado que NGC 4889 contiene el agujero negro supermasivo más grande conocido, con una masa de 21000 millones de masas solares (valor más probable, ya que el intervalo de masas medido está entre 6000 millones y 37000 millones de masas solares.)
NGC 4889 se halla en el centro de uno de los dos subgrupos principales en los que se divide el cúmulo de Coma -el otro es el centrado en NGC 4874, la segunda galaxia más brillante de Coma.-, y ella junto a su subgrupo parecen estar en proceso de acercamiento y fusión con el de NGC 4874.